# Почти Коледа
„Почти Коледа“ (на английски: Almost Christmas) е щатска коледна комедия от 2016 г., написан и режисиран от Дейвид А. Талбърт, с участието на Кимбърли Елис, Моник, Никол Ари Паркър, Гейбриъл Юниън, Кери Хилсън, Джеси Ъшър, Дани Глоувър, Омар Епс, Джон Майкъл Хигинс, Ди Си Йънг Флай и Романи Малко. Снимките започват през 2015 г. и през 2016 г. в Ковингтън, Джорджия. Премиерата на филма се състои в Лос Анджелис на 3 ноември 2016 г., и е пуснат по кината в Съединените щати на 11 ноември 2016 г. от „Юнивърсъл Пикчърс“. Получава смесени отзиви от критиците и печели 42 млн. щ.д.